# Araneus iviei
Araneus iviei es una especie de araña del género Araneus, tribu Araneini, familia Araneidae. Fue descrita científicamente por Archer en 1951.
Se distribuye por Canadá y los Estados Unidos. La especie se mantiene activa entre junio y octubre.